# Håkan Hellström

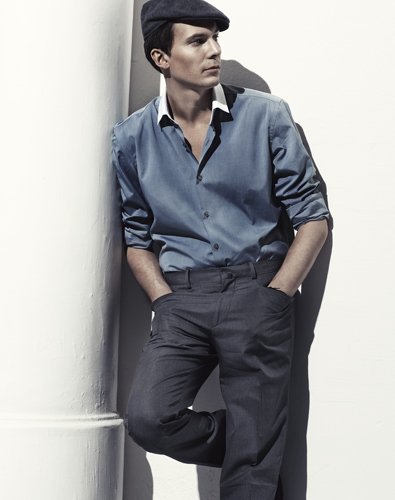
Håkan Hellström, 2008

Håkan Georg Hellström (* 2. April 1974 in Göteborg) ist ein schwedischer Musiker. Nachdem er ursprünglich als Schlagzeuger und Bassist in verschiedenen Bands tätig gewesen war, startete er im Jahr 2000 seine Solokarriere. Hellström entwickelte sich ab da zu einem der erfolgreichsten Musikern Schwedens.

## Leben
Hellström wuchs im Göteborger Stadtviertel Ekebäck auf. In seiner Jugend begann er, Schlagzeug zu spielen.

### Ab 1988: Mitglied in den Bands Broder Daniel und Honey Is Cool
Während seiner Schulzeit an einer Montessori-Schule in Göteborg gründete er im Jahr 1988 mit Henrik Berggren und Daniel Gilbert die Band Broder Daniel. Hellström spielte dort Schlagzeug und die Gruppe trat ab 1989 zunächst vor allem in ihrer Heimatstadt auf. Die ersten Auftritte der Band galten als chaotisch. Im Jahr 1994 wurde Hellström aus der Band geworfen. Nur zwei Wochen danach erhielt Broder Daniel einen Plattenvertrag und der Band gelang es, sich eine größere Fangemeinde aufzubauen.
Nach seinem Ausstieg bei Broder Daniel wurde Hellström im selben Jahr an der Seite der Sängerin Karin Dreijer neuer Schlagzeuger in der Indieband Honey Is Cool. Hellström gab später in Interviews an, dass es für ihn besonders im ersten Jahr schwierig gewesen sei, den Erfolg seiner alten Band zu sehen. Nachdem bei Broder Daniel der Bassist Johan Neckvall ausstieg, kehrte Hellström im Jahr 1998 als Bassspieler zu seiner ursprünglichen Band zurück. Im April 1998 gab die Gruppe das Album Broder Daniel Forever heraus, das auch durch den Film Raus aus Åmål, in dem drei der Lieder genutzt wurden, größere Bekanntheit erlangen. Im Jahr 1999 legte die Band eine längere Pause ein, da Berggren gesundheitliche Probleme hatte.

### 2000–2001: Durchbruch als Solokünstler
Während Broder Daniel pausierte, begann Hellström als Solokünstler mit der Unterstützung von Gilbert und Neckvall erste schwedischsprachige Lieder aufzunehmen. Später gab er in Interviews an, dass er nicht mit einem Erfolg seines Soloprojekts rechnete und überlegte, die Lieder gar nicht zu veröffentlichen. Hellström entschied sich schließlich jedoch für eine Veröffentlichung und gab mit dem Lied Känn ingen sorg för mig Göteborg zu Beginn des Jahres 2000 sein Debüt als Solokünstler. Mit seinem ersten Lied konnte sich direkt in den schwedischen Singlecharts platzieren.
Im Oktober 2000 kam Hellströms gleichnamiges Debütalbum Känn ingen sorg för mig Göteborg heraus. Es stieß auf positive Kritiken und erreichte den ersten Platz in den schwedischen Albumcharts. Auch im Nachbarland Norwegen zog sein Debütalbum in die Albumcharts ein. Beim schwedischen Musikpreis Rockbjörnen gewann er für das Werk im Jahr 2000 in der Kategorie „Schwedisches Album des Jahres“. Zudem wurde Hellström in den Jahren 2000 und 2001 beim Rockbjörnen als schwedischer Künstler des Jahres ausgezeichnet. Beim Grammis im Jahr 2001 erhielt er die Auszeichnung in der Textautoren-Kategorie. Im Jahr 2001 wurde Hellström zum „Göteborger des Jahres“ (Årets göteborgare) gewählt.
Im Jahr 2001 legte er schließlich zwei längere Auslandsaufenthalte in Brasilien ein. Bei einer für TV4 aufgezeichneten Reisereportage aus Rio de Janeiro lernte er seine spätere Lebensgefährtin kennen.

### 2002–2004:Det är så jag säger detund Ausstieg aus Broder Daniel
Im Oktober 2002 veröffentlichte Hellström das Album Det är så jag säger det. Das Album wurde durch die Musikstile Samba und Soul inspiriert, die er bei seinen Aufenthalten in Brasilien näher kennenlernte. Wie sein erstes Album wurde auch dieses Werk ein Nummer-eins-Hit in seinem Heimatland. Beim Grammis 2003 brachte ihm das Album die Auszeichnung als „männlicher Pop/Rock-Künstler des Jahres“ ein. Beim Radiomusikpreis P3 Guld wurde er als männlicher Künstler des Jahres ausgezeichnet.
Auch einige der auf seinem zweiten Album enthaltenen Lieder wurden größere Hits. Das Lied Luften bor i mina steg etwa wurde seine erste Nummer-eins-Single in Schweden. Und mit dem Lied Kom igen Lena! gewann er beim Rockbjörnen in der Kategorie für das Lied des Jahres.
Im Jahr 2003 bestätigte er seinen endgültigen Ausstieg aus der Band Broder Daniel. Hintergrund waren die unterschiedliche musikalische Ausrichtung, die Hellströms Solokarriere und die Band hatten.

### 2005–2007:Ett kolikbarns bekännelserundNåt gammalt, nåt nytt, nåt lånat, nåt blått
Nach seinen ersten beiden Alben legte er eine längere Pause ein, bevor er im Februar 2005 mit Ett kolikbarns bekännelser sein drittes Album herausbrachte. Inhaltlich war das Werk von Schwärze und Bitterkeit sowie Referenzen zum Drogenkonsum geprägt. Im Gegensatz zu seinem Vorgängeralbum wurde für das Album weitgehend live aufgenommen und auf wiederholte Takes verzichtet. Im Gegensatz zu Hellströms ersten beiden Alben konnte es sich nicht auf dem ersten Platz der schwedischen Albumcharts platzieren, sondern nur auf dem zweiten. Das darauf enthaltene Lied En midsommarnattsdröm wurde jedoch seine zweite Nummer-eins-Single. Beim Grammis 2006 erhielt er für das Album die Auszeichnung als „männlicher Popkünstler des Jahres“.
Zum Ende des Jahres 2005 gab er mit Nåt gammalt, nåt nytt, nåt lånat, nåt blått ein weiteres Album heraus. Das Album enthielt neue Lieder sowie Lieder, die ursprünglich für die Vorgängeralben vorgesehen waren. Es wurde sein drittes Nummer-eins-Album und Hellström wurde dafür beim Grammis 2007 zum zweiten Mal in Folge als „männlicher Popkünstler des Jahres“ prämiert. Im Jahr 2007 erhielt Hellström das Evert-Taube-Stipendium.

### 2008–2009:För sent för Edelweiss
Im März 2008 gab er das Album För sent för Edelweiss heraus. Das Album konnte sich ebenfalls auf dem ersten Platz der Albumcharts seines Heimatlandes platzieren. Hellström gewann dafür beim Grammis 2009 in der Kategorie „männlicher Künstler des Jahres“. Beim Rockbjörnen wurde das Album zum „schwedischen Album des Jahres“ und Hellström zum „schwedischen Live-Act des Jahres“ gekürt. Des Weiteren gewann er beim P3 Guld im Jahr 2009 in den Kategorien „Künstler/in des Jahres“ und den Live-Künstler-Preis „Guldmicken“.

### 2010–2012:2 steg från paradise

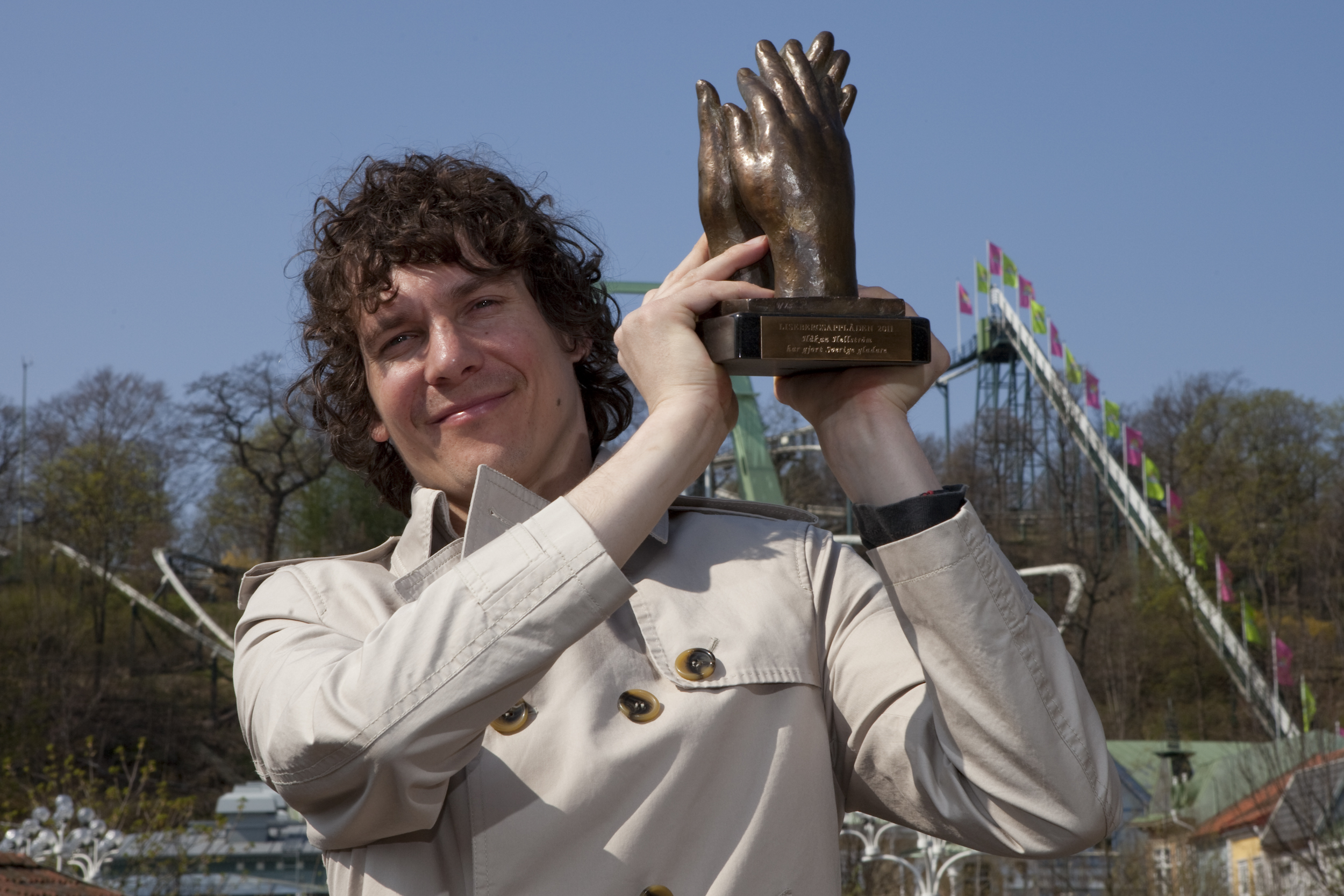
Hellström, 2011

Im Sommer 2010 gab er zu seinem zehnten Jubiläum als Solokünstler das aus 17 früheren Singles bestehende Kompilationsalbum Samlade singlar 2000–2010 heraus. Im Oktober 2010 folgte 2 steg från paradise, sein sechstes Studioalbum, das wiederum zu einem Nummer-eins-Hit in Schweden wurde. Es erreichte innerhalb von zwei Wochen Platinstatus.
Beim Grammis 2011 brachte ihm das Album zwei Auszeichnungen ein und beim Rockbjörnen wurde Hellström als „schwedischer männlicher Live-Künstler des Jahres“ geehrt. Des Weiteren erhielt er im Jahr 2011 die Auszeichnung Lisebergsapplåden. Im selben Jahr gab er das Live-Album 2 steg från paradise – Tour Edition heraus.
Mit 2 steg från Håkan kam im August 2011 zudem ein Dokumentarfilm über Håkan Hellström in die schwedischen Kinos. Hellström wurde dazu ab Herbst 2010 von einem Filmteam begleitet. Der Film zeigt unter anderem die Zeit rund um die Veröffentlichung von 2 steg från paradise.

### 2013–2015:Det kommer aldrig va över för migundKänn ingen sorg

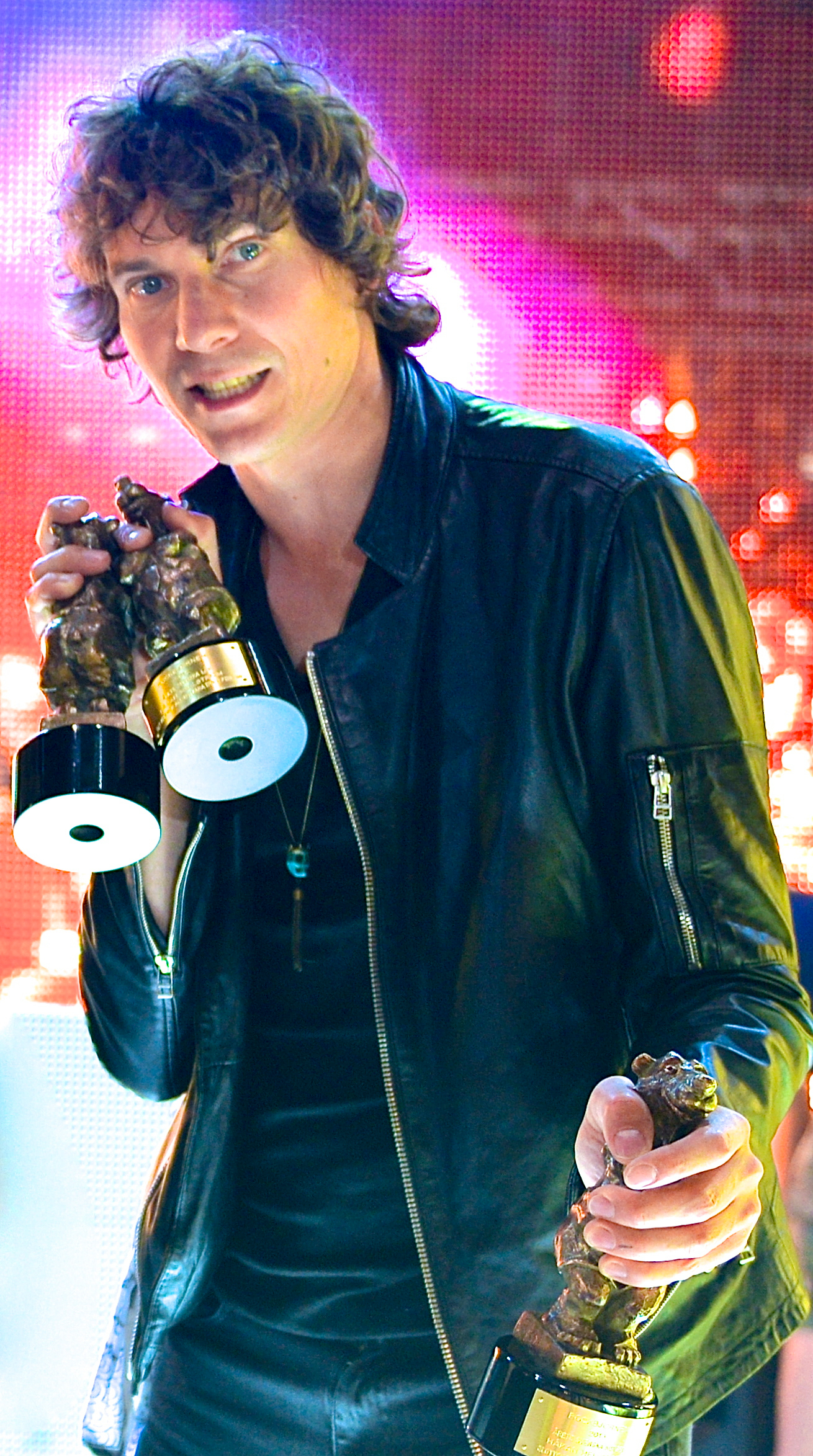
Hellström beim Rockbjörnen 2013

Im April 2013 veröffentlichte er das Album Det kommer aldrig va över för mig. Es wurde Hellströms erstes Album, das nicht in Zusammenarbeit mit Daniel Gilbert entstand. Mit über 500 Wochen in den schwedischen Albumcharts und mehreren Platinauszeichnungen avancierte es zu seiner erfolgreichsten Veröffentlichung. Von mehreren Kritikern wurde es zudem als Hellströms bestes Werk seiner Karriere bezeichnet.
Auch das auf dem Album enthaltene gleichnamige Lied Det kommer aldrig va över för mig wurde zu einem Hit. Es gewann sowohl beim Rockbjörnen, Grammis und P3 Guld in der Kategorie für das Lied des Jahres. Beim Rockbjörnen 2013 wurde Hellström zudem als Live-Künstler des Jahres und für das Konzert des Jahres ausgezeichnet. Auch im darauffolgenden Jahr wurde er in den beiden Kategorien geehrt.
Im Juli 2013 kam der auf Hellströms Leben und Liedern basierende Film Känn ingen sorg in die schwedischen Kinos. Die Regie übernahmen Måns Mårlind und Björn Stein. Das Drehbuch stammte von Cilla Jackert. Der Film wurde ein größerer Erfolg und wurde beim schwedischen Filmpreis Guldbagge in neun Kategorien nominiert.
Im Juni 2014 stellte er einen Publikumsrekord auf, als er im Ullevi-Stadion in seiner Heimatstadt ein Konzert vor 69.349 Personen abhielt. Es war das bis dahin zuschauerstärkste Konzert in den nordischen Ländern. Im Dezember 2014 gab Hellström das Live-Album Håkan boma ye! heraus, das während des Konzerts aufgenommen wurde. Auch dieses Live-Album erreichte den ersten Platz der schwedischen Albumcharts.

### 2016–2019:Du gamla du friaundIllusioner
Im Juni 2016 verbesserte er seinen eigenen Publikumsrekord innerhalb von zwei Tagen zunächst auf 70.019 und dann auf 70.144 Zuschauer. Beide Rekorde wurden erneut im Ullevi-Stadion erzielt. Beim Rockbjörnen 2016 gewann er drei Statuen. So wurde er für das Konzert und die Fans des Jahres sowie als männlicher Live-Künstler des Jahres prämiert.
Im August 2016 veröffentlichte Hellström mit Du gamla du fria sein achtes Studioalbum, das ebenfalls ein Nummer-eins-Hit wurde. Wie im Vorjahr wurde er beim Rockbjörnen 2017 als Live-Künstler des Jahres und für das Konzert und die Fans des Jahres ausgezeichnet. Beim Radiomusikpreis P3 Guld wurde er 2017 ebenfalls in der Live-Kategorie („Guldmicken“) zum Gewinner gekürt.
Im Dezember 2018 veröffentlichte Hellström mit Illusioner sein neuntes Studioalbum, mit dem er wiederum den ersten Platz der Albumcharts in seinem Heimatland erreichte. Das Album war größtenteils gemeinsam mit den Göteborger Symphoniker im Konzerthaus Göteborg eingespielt worden.

### Seit 2020:RampljusundPoetistka forsök
Im April 2020 wurde er wie seine frühere Bandkollegin Karin Dreijer in der Swedish Music Hall of Fame aufgenommen. Mit Rampljus gab er im selben Jahr ein Album in zwei Teilen heraus. Während ihm der erste Teil erneut einen ersten Platz in den Albumcharts verschaffte, erreichte der zweite Teil im August 2020 nur den achten Platz. Die vier für das Jahr 2020 angedachten Konzerte im Ullevi-Stadion wurden schließlich aufgrund der COVID-19-Pandemie in das Jahr 2022 verschoben.
Im April 2023 hatte er mit dem Live-Album Poetiska försök erneut einen Nummer-eins-Hit in seinem Heimatland. Im selben Jahr startete er seine erste Tournee seit 2017. Im Januar 2025 gab er die EP Gå för glory heraus. Im selben Monat wurde er bei P3 Guld für sein Lebenswerk als „Ikone“ ausgezeichnet.

## Stil und Rezeption
Bereits seit Beginn sein Solokarriere ist Hellström immer wieder Plagiatsvorwürfen ausgesetzt. Einigen seiner Lieder wurden beispielsweise Ähnlichkeiten zu Liedern von Andrew Lloyd Webber, Morrissey und Bob Dylan attestiert. Hellström selbst gab dazu in einem Interview aus dem Jahr 2002 an, dass er Popmusik nicht als etwas sehe, was man besitzen könne und er beim Schreiben von Musik nicht an Urheberrechte und Anwälte denke.
Zu Beginn seiner Solokarriere trat er häufig im Matrosen-Kostüm auf, das eine Verbindung zu seiner Heimatstadt Göteborg und der schwedischen Liedermachertradition stand. Im Jahr 2009 wurde er von der Zeitschrift Elle zum am besten gekleideten Mann Schwedens gekürt.
Inhaltlich handeln seine Lieder häufig von Ausgrenzung, bittersüßen Partynächten und einer existenziellen Suche. Seine Musik gilt als nicht einem Genre zuordenbar. So seien seine Alben durch unterschiedliche Einflüsse geprägt. Sein Album Det är så jag säger det aus dem Jahr 2002 nimmt Anleihen aus Samba und Soul, das sechs Jahre später veröffentlichte Werk För sent för Edelweiss weist hingegen nostalgischere Texte auf. In den 2010er-Jahren waren die meisten seiner Lieder von Melancholie und einem ruhigeren Sound geprägt. In den 2020er-Jahren begann er verstärkt auch mit jüngeren Künstlern zusammenzuarbeiten. Unter anderem veröffentlichte er 2024 ein Lied mit dem Göteborger Rapper Josef Slunge.

## Auszeichnungen
Rockbjörnen
- 2000: „Schwedisches Album des Jahres“ (für Känn ingen sorg för mig Göteborg)
- 2000: „Männlicher schwedischer Künstler des Jahres“
- 2001: „Männlicher schwedischer Künstler des Jahres“
- 2002: „Männlicher schwedischer Künstler des Jahres“
- 2002: „Schwedisches Lied des Jahres“ (für Kom igen Lena!)
- 2008: „Schwedisches Album des Jahres“ (für För sent för Edelweiss)
- 2008: „Schwedischer Live-Act des Jahres“
- 2011: „Schwedischer männlicher Live-Künstler des Jahres“
- 2013: „Schwedischer männlicher Live-Künstler des Jahres“
- 2013: „Schwedisches Lied des Jahres“ (für Det kommer aldrig va över för mig)
- 2013: „Konzert des Jahres“ (Konzert im Slottsskogsvallen)
- 2014: „Männlicher Live-Künstler des Jahres“
- 2014: „Schwedisches Konzert des Jahres“
- 2016: „Männlicher Live-Künstler des Jahres“
- 2016: „Konzert des Jahres“
- 2016: „Fans des Jahres“
- 2017: „Männlicher Live-Künstler des Jahres“
- 2017: „Konzert des Jahres“
- 2017: „Fans des Jahres“

Grammis
- 2001: „Textautor des Jahres“
- 2003: „Pop/Rock des Jahres (männlich)“ (für Det är så jag säger det)
- 2006: „Pop des Jahres (männlich)“ (für Ett kolikbarns bekännelser)
- 2007: „Pop des Jahres (männlich)“ (für Nåt gammalt, nåt nytt, nåt lånat, nåt blått)
- 2009: „Künstler des Jahres (männlich)“ (für För sent för Edelweiss)
- 2011: „Künstler des Jahres (männlich)“ (für 2 steg från paradise)
- 2011: „Textautor des Jahres“ (für 2 steg från paradise)
- 2014: „Lied des Jahres“ (für Det kommer aldrig va över för mig)

P3 Guld
- 2003: „Männlicher Künstler des Jahres“ (für Det är så jag säger det)[16]
- 2009: „Künstler/in des Jahres“ (für För sent för Edelweiss)
- 2009: „Guldmicken“[17]
- 2014: „Lied des Jahres“ (für Det kommer aldrig va över för mig)
- 2014: „Guldmicken“[18]
- 2017: „Guldmicken“[19]
- 2025: „P3 Ikon“[20]

Sonstige
- 2001: Göteborger des Jahres (Årets göteborgare)[21]
- 2007: Evert-Taube-Stipendium (Evert Taube-stipendiet)
- 2011: Lisebergsapplåden
- 2020: Aufnahme in die Swedish Music Hall of Fame

## Diskografie

### Studioalben
| Jahr | Titel                                       | Höchstplatzierung, Gesamtwochen, AuszeichnungChartplatzierungen (Jahr, Titel, Platzierungen, Wochen, Auszeichnungen, Anmerkungen) | Höchstplatzierung, Gesamtwochen, AuszeichnungChartplatzierungen (Jahr, Titel, Platzierungen, Wochen, Auszeichnungen, Anmerkungen) | Anmerkungen                             |
| Jahr | Titel                                       | SE | NO | Anmerkungen                             |
| ---- | ------------------------------------------- | --- | --- | --------------------------------------- |
| 2000 | Känn ingen sorg för mig Göteborg            | SE1 Platin · (81 Wo.)SE | NO21 (14 Wo.)NO | Erstveröffentlichung: 16. Oktober 2000  |
| 2002 | Det är så jag säger det                     | SE1 Platin · (19 Wo.)SE | NO3 (10 Wo.)NO | Erstveröffentlichung: 28. Oktober 2002  |
| 2005 | Ett kolikbarns bekännelser                  | SE2 Gold · (19 Wo.)SE | NO9 (3 Wo.)NO | Erstveröffentlichung: 16. Februar 2005  |
| 2005 | Nåt gammalt, nåt nytt, nåt lånat, nåt blått | SE1 Gold · (23 Wo.)SE | — | Erstveröffentlichung: 28. Dezember 2005 |
| 2008 | För sent för Edelweiss                      | SE1 Gold · (34 Wo.)SE | NO19 (3 Wo.)NO | Erstveröffentlichung: 26. März 2008     |
| 2010 | 2 steg från Paradise                        | SE1 Platin · (40 Wo.)SE | NO4 (6 Wo.)NO | Erstveröffentlichung: 13. Oktober 2010  |
| 2013 | Det kommer aldrig va över för mig           | SE1 ×5Fünffachplatin · (508 Wo.)SE                                                                                                | NO2 (7 Wo.)NO | Erstveröffentlichung: 17. April 2013    |
| 2016 | Du gamla du fria                            | SE1 Platin · (52 Wo.)SE | NO9 (3 Wo.)NO | Erstveröffentlichung: 26. August 2016   |
| 2018 | Illusioner                                  | SE1 Platin · (32 Wo.)SE | NO34 (1 Wo.)NO | Erstveröffentlichung: 13. Dezember 2018 |
| 2020 | Rampljus Vol. 1                             | SE1 Gold · (9 Wo.)SE | NO11 (1 Wo.)NO | Erstveröffentlichung: 15. Mai 2020      |
| 2020 | Rampljus Vol. 2                             | SE8 (9 Wo.)SE | — | Erstveröffentlichung: 7. August 2020    |

### Livealben
| Jahr | Titel                               | Höchstplatzierung, Gesamtwochen, AuszeichnungChartplatzierungen (Jahr, Titel, Platzierungen, Wochen, Auszeichnungen, Anmerkungen) | Höchstplatzierung, Gesamtwochen, AuszeichnungChartplatzierungen (Jahr, Titel, Platzierungen, Wochen, Auszeichnungen, Anmerkungen) | Anmerkungen                            |
| Jahr | Titel                               | SE | NO | Anmerkungen                            |
| ---- | ----------------------------------- | --- | --- | -------------------------------------- |
| 2011 | 2 steg från paradise – Tour Edition | SE2 (18 Wo.)SE | — |                                        |
| 2014 | Håkan boma ye!                      | SE1 Platin · (31 Wo.)SE | — | Erstveröffentlichung: 5. Dezember 2014 |
| 2023 | Poetiska försök                     | SE1 Gold · (16 Wo.)SE | — | Erstveröffentlichung: 28. April 2023   |

### Kompilationen
| Jahr | Titel                     | Höchstplatzierung, Gesamtwochen, AuszeichnungChartplatzierungen (Jahr, Titel, Platzierungen, Wochen, Auszeichnungen, Anmerkungen) | Höchstplatzierung, Gesamtwochen, AuszeichnungChartplatzierungen (Jahr, Titel, Platzierungen, Wochen, Auszeichnungen, Anmerkungen) | Anmerkungen                         |
| Jahr | Titel                     | SE | NO | Anmerkungen                         |
| ---- | ------------------------- | --- | --- | ----------------------------------- |
| 2010 | Samlade singlar 2000-2010 | SE4 (11 Wo.)SE | — | Erstveröffentlichung: 23. Juni 2010 |

### EPs
- 2002: Luften bor i mina steg
- 2016: 1974
- 2025: Gå för glory

### Sonstige Veröffentlichungen
| Jahr | Titel                 | Höchstplatzierung, Gesamtwochen, AuszeichnungChartplatzierungen (Jahr, Titel, Platzierungen, Wochen, Auszeichnungen, Anmerkungen) | Höchstplatzierung, Gesamtwochen, AuszeichnungChartplatzierungen (Jahr, Titel, Platzierungen, Wochen, Auszeichnungen, Anmerkungen) | Anmerkungen                                                                                |
| Jahr | Titel                 | SE | NO | Anmerkungen                                                                                |
| ---- | --------------------- | --- | --- | ------------------------------------------------------------------------------------------ |
| 2016 | PS lycka till i kväll | SE44 (1 Wo.)SE | — | Buch, zu der die Single Saknade te havs beigelegt wurde, was zu einem Charteinstieg führte |

### Singles
| Jahr | Titel Album | Höchstplatzierung, Gesamtwochen, AuszeichnungChartplatzierungen (Jahr, Titel, Album, Platzierungen, Wochen, Auszeichnungen, Anmerkungen) | Höchstplatzierung, Gesamtwochen, AuszeichnungChartplatzierungen (Jahr, Titel, Album, Platzierungen, Wochen, Auszeichnungen, Anmerkungen) | Anmerkungen                                             |
| Jahr | Titel Album | SE | NO | Anmerkungen                                             |
| --- | --- | --- | --- | ------------------------------------------------------- |
| 2000 | Känn ingen sorg för mig Göteborg                                                                                        | SE29 ×3Dreifachplatin · (22 Wo.)SE | — |                                                         |
| 2000 | Ramlar Känn ingen sorg för mig Göteborg                                                                                 | SE44 (6 Wo.)SE | — |                                                         |
| 2001 | En vän med en bil Känn ingen sorg för mig Göteborg                                                                      | SE27 (10 Wo.)SE | — |                                                         |
| 2001 | Nu kan du få mig så lätt Känn ingen sorg för mig Göteborg                                                               | SE54 (4 Wo.)SE | — |                                                         |
| 2002 | Luften bor i mina steg Det är så jag säger det                                                                          | SE1 (30 Wo.)SE | NO8 (6 Wo.)NO |                                                         |
| 2002 | Kom igen Lena! Det är så jag säger det                                                                                  | SE2 Gold · (20 Wo.)SE | NO8 (1 Wo.)NO |                                                         |
| 2003 | Den fulaste flickan i världen Det är så jag säger det                                                                   | SE22 (3 Wo.)SE | — |                                                         |
| 2003 | Mitt Gullbergs kaj paradis / Himmel blå himmel blå Det är så jag säger det                                              | SE6 (9 Wo.)SE | — |                                                         |
| 2005 | En midsommarnattsdröm Ett kolikbarns bekännelser                                                                        | SE1 (23 Wo.)SE | — |                                                         |
| 2005 | Dom kommer kliva på dig igen Ett kolikbarns bekännelser                                                                 | SE24 (6 Wo.)SE | — |                                                         |
| 2005 | Gårdakvarnar och skit Ett kolikbarns bekännelser                                                                        | SE42 (4 Wo.)SE | — |                                                         |
| 2005 | 13 Nåt gammalt, nåt nytt, nåt lånat, nåt blått                                                                          | SE6 (9 Wo.)SE | — |                                                         |
| 2006 | Jag hatar att jag älskar dig och jag älskar dig så mycket att jag hatar mig Nåt gammalt, nåt nytt, nåt lånat, nåt blått | SE8 (11 Wo.)SE | — |                                                         |
| 2006 | Klubbland Nåt gammalt, nåt nytt, nåt lånat, nåt blått                                                                   | SE33 (8 Wo.)SE | — |                                                         |
| 2008 | För en lång lång tid För sent för edelweiss                                                                             | SE8 Gold · (10 Wo.)SE | — |                                                         |
| 2008 | Kär i en ängel För sent för edelweiss                                                                                   | SE51 (1 Wo.)SE | — |                                                         |
| 2009 | Jag vet inte vem jag är men jag vet att jag är din För sent för edelweiss                                               | SE60 (1 Wo.)SE | — |                                                         |
| 2010 | River en vacker dröm Två steg från Paradise                                                                             | SE6 (5 Wo.)SE | — |                                                         |
| 2010 | Saknade te havs Två steg från Paradise                                                                                  | SE7 (4 Wo.)SE | — |                                                         |
| 2010 | Det här är min tid, Pt. 2 Två steg från Paradise                                                                        | SE57 Platin · (1 Wo.)SE | — |                                                         |
| 2010 | Visa vid vindens ängar Samlade singlar 2000-2010                                                                        | SE1 (31 Wo.)SE | — |                                                         |
| 2013 | Det kommer aldrig va över för mig                                                                                       | SE2 ×7Siebenfachplatin · (106 Wo.)SE | — |                                                         |
| 2013 | Valborg Det kommer aldrig va över för mig                                                                               | SE11 (40 Wo.)SE | — |                                                         |
| 2013 | Pistol Det kommer aldrig va över för mig                                                                                | SE18 (5 Wo.)SE | — |                                                         |
| 2016 | Din tid kommer 1974 | SE5 ×3Dreifachplatin · (63 Wo.)SE | — | Erstveröffentlichung: 2. April 2016                     |
| 2016 | Hon är en runaway 1974                                                                                                  | SE19 (5 Wo.)SE | — | Erstveröffentlichung: 15. April 2016                    |
| 2016 | Brinner in the shit 1974                                                                                                | SE42 (2 Wo.)SE | — | Erstveröffentlichung: 22. April 2016                    |
| 2016 | Du fria (Nisj Remix) –                                                                                                  | SE58 (3 Wo.)SE | — | Erstveröffentlichung: 28. Oktober 2016 mit Silvana Imam |
| 2018 | Vänta tills våren Illusioner                                                                                            | SE17 (2 Wo.)SE | — | Erstveröffentlichung: 30. November 2018                 |
| 2020 | Tillsammans i mörker Rampljus Vol. 1                                                                                    | SE7 (7 Wo.)SE | — | Erstveröffentlichung: 26. März 2020                     |
| 2020 | Studentfylleflaken Rampljus Vol. 1                                                                                      | SE42 (2 Wo.)SE | — | Erstveröffentlichung: 1. Mai 2020                       |
| 2020 | Kaos är min Lady Rampljus                                                                                               | SE68 (1 Wo.)SE | — | Erstveröffentlichung: 26. Juni 2020                     |
| 2020 | Ska flyga nu Rampljus                                                                                                   | SE100 (1 Wo.)SE | — | Erstveröffentlichung: 10. Juli 2020                     |
| 2022 | Jag vill bara va med dej Poetiska försök                                                                                | SE10 Platin · (6 Wo.)SE | — | Erstveröffentlichung: 13. Mai 2022 feat. Noonie Bano    |
| 2023 | Den här gången är det på riktigt Poetiska försök                                                                        | SE21 (3 Wo.)SE | — | Erstveröffentlichung: 24. Februar 2023                  |
| 2023 | Saudade – | SE1 Gold · (10 Wo.)SE | — | Erstveröffentlichung: 8. September 2023 mit Hov1        |
| 2024 | Som sommaren – | SE65 (1 Wo.)SE | — | Erstveröffentlichung: 31. Mai 2024                      |
| 2025 | Gå för glory – | SE47 (… Wo.)SE | — | Erstveröffentlichung: 16. Januar 2025                   |
| 2025 | Sweethearts – | SE81 (1 Wo.)SE | — | Erstveröffentlichung: 14. März 2025                     |
| Folgende Lieder erschienen nicht als Single, wurden aber durch das Album zum Download und Streaming bereitgestellt und konnten somit eine Platzierung erlangen: | | | |                                                         |
| | | | |                                                         |
| 2013 | Du kan gå din egen väg Det kommer aldrig va över för mig                                                                | SE22 (5 Wo.)SE | — |                                                         |
| 2013 | När lyktorna tänds Det kommer aldrig va över för mig                                                                    | SE26 (4 Wo.)SE | — |                                                         |
| 2013 | Fri till slut Det kommer aldrig va över för mig                                                                         | SE31 (3 Wo.)SE | — |                                                         |
| 2013 | Livets teater Det kommer aldrig va över för mig                                                                         | SE34 (2 Wo.)SE | — |                                                         |
| 2013 | Tänd strålkastarna Det kommer aldrig va över för mig                                                                    | SE36 (2 Wo.)SE | — |                                                         |
| 2013 | Det tog så lång tid att bli ung Det kommer aldrig va över för mig                                                       | SE41 (2 Wo.)SE | — |                                                         |
| 2013 | Street Hustle Det kommer aldrig va över för mig                                                                         | SE43 (2 Wo.)SE | — |                                                         |
| 2016 | I sprickorna kommer ljuset in Du gamla du fria                                                                          | SE31 (3 Wo.)SE | — |                                                         |
| 2016 | Pärlor Du gamla du fria                                                                                                 | SE39 (2 Wo.)SE | — |                                                         |
| 2016 | Jag utan dig Du gamla du fria                                                                                           | SE43 (1 Wo.)SE | — |                                                         |
| 2016 | Öppen genom hela natten Du gamla du fria                                                                                | SE47 (1 Wo.)SE | — |                                                         |
| 2016 | Runaway (Fri som en byrd) Du gamla du fria                                                                              | SE51 (1 Wo.)SE | — |                                                         |
| 2016 | Ingen oro, tjabo! Du gamla du fria                                                                                      | SE56 (1 Wo.)SE | — |                                                         |
| 2016 | Hoppas att det ska gå bra för de yngre också Du gamla du fria                                                           | SE58 (1 Wo.)SE | — |                                                         |
| 2016 | Elefanten & sparven Du gamla du fria                                                                                    | SE60 (1 Wo.)SE | — |                                                         |
| 2016 | Du gamla (That’s Alright Since My Soul Got A Seat Up In The Kingdom) Du gamla du fria                                   | SE61 (1 Wo.)SE | — |                                                         |
| 2016 | Du fria Du gamla du fria                                                                                                | SE62 (1 Wo.)SE | — |                                                         |
| 2016 | #10 Dream Du gamla du fria                                                                                              | SE67 (1 Wo.)SE | — |                                                         |
| 2016 | Lämna mig inte i det här skicket 1974                                                                                   | SE50 (1 Wo.)SE | — |                                                         |
| 2018 | I dina armar Illusioner                                                                                                 | SE38 (1 Wo.)SE | — |                                                         |
| 2018 | Tro på livet Illusioner                                                                                                 | SE42 (1 Wo.)SE | — |                                                         |
| 2018 | Nordhemsgatan leder rakt in i himlen Illusioner                                                                         | SE58 (3 Wo.)SE | — |                                                         |
| 2018 | Mitt hjärta är ett jordskred Illusioner                                                                                 | SE65 (1 Wo.)SE | — |                                                         |
| 2018 | Gott nytt Illusioner | SE74 (1 Wo.)SE | — |                                                         |
| 2018 | I Love U Stupid Illusioner                                                                                              | SE92 (1 Wo.)SE | — |                                                         |
| 2018 | Sjung högre Illusioner                                                                                                  | SE97 (1 Wo.)SE | — |                                                         |
| 2020 | Alla drömmar är uppfyllda Rampljus Vol. 1                                                                               | SE9 (1 Wo.)SE | — |                                                         |
| 2020 | Vägen med regnbågen över Rampljus Vol. 1                                                                                | SE45 (1 Wo.)SE | — |                                                         |
| 2020 | Bit dig i läppen Rampljus Vol. 1                                                                                        | SE48 (1 Wo.)SE | — |                                                         |
| 2020 | Va inte född att följa efter Rampljus Vol. 1                                                                            | SE55 (1 Wo.)SE | — |                                                         |
| 2020 | Snälla släck inte ljusen Rampljus Vol. 1                                                                                | SE62 (1 Wo.)SE | — |                                                         |
| 2023 | Jag är en wild story Poetiska försök                                                                                    | SE53 (1 Wo.)SE | — | Erstveröffentlichung: 24. Februar 2023                  |

Weitere Singles
- 2002: Det är så jag säger det
- 2010: Jag vet vilken dy hon varit i

### Gastbeiträge
| Jahr | Titel Album                                  | Höchstplatzierung, Gesamtwochen, AuszeichnungChartplatzierungen (Jahr, Titel, Album, Platzierungen, Wochen, Auszeichnungen, Anmerkungen) | Höchstplatzierung, Gesamtwochen, AuszeichnungChartplatzierungen (Jahr, Titel, Album, Platzierungen, Wochen, Auszeichnungen, Anmerkungen) | Anmerkungen                                                           |
| Jahr | Titel Album                                  | SE | NO | Anmerkungen                                                           |
| --- | -------------------------------------------- | --- | --- | --------------------------------------------------------------------- |
| 2021 | Känn ingen sorg för mig Göteborg –           | SE14 Gold · (3 Wo.)SE | — | Erstveröffentlichung: 11. Juni 2021 Asme & Aden feat. Håkan Hellström |
| Folgende Lieder erschienen nicht als Single, wurden aber durch das Album zum Download und Streaming bereitgestellt und konnten somit eine Platzierung erlangen: |                                              | | |                                                                       |
| |                                              | | |                                                                       |
| 2013 | Hela huset Handen i fickan fast jag bryr mig | SE8 ×3Dreifachplatin · (86 Wo.)SE | — | Veronica Maggio feat. Håkan Hellström                                 |